# Castillo de San Juan (Calasparra)
El castillo de San Juan es una antigua fortaleza medieval en el municipio murciano de Calasparra (España). Aunque sus orígenes se datan de alrededor del siglo XII, no fue hasta finales del siglo siguiente que adquirió mayor importancia con la incorporación del reino de Murcia a la Corona de Castilla. Desde el 7 de agosto de 1997 es un Bien de interés cultural bajo referencia RI-51-0009986.

## Historia
La primera fortificación construida sobre el cerro se remonta al siglo XII, aunque los registros históricos la mencionan en más detalle a fines del siglo posterior. Es en este período que el reino de Murcia comienza a formar parte de la Corona de Castilla. En el contexto político inestable Sancho IV, hijo de Alfonso X el Sabio, le otorgó la villa de Calasparra y Archena a la Orden de San Juan de Jerusalén. Sus territorios contador con recursos agrícolas y económicos gracias al fértil valle sobre el que se asienta el castillo. Algunas fuentes citan que esta concesión se produjo para no engrosar más los territorios de la Orden de Santiago en el reino. Aun con este motivo, las órdenes militares contribuyeron a consolidar los dominios castellanos frente al reino nazarí de Granada y la Corona de Aragón.
De este forma, el castillo de Calasparra fue el mayor símbolo de poderío de la Orden en la zona, a su vez que el comendador local jugaba un papel relevante en el reino. Con el fin de la Reconquista la fortaleza fue decayendo durante el siglo XVI. En el siglo posterior las guarniciones, junto a la administración, se trasladaron a la villa. Así, los muros del recinto también fueron quedando en ruinas. Ante este mal estado, en 2012 comenzaron los trabajos de rehabilitación que proyectaron la restauración de la muralla del segundo recinto.

## Descripción
La fortaleza de origen árabe se alza sobre un cerro en la llamada Serreta de San José, de forma que se asienta sobre el valle de los ríos Segura, Quípar, Argos y Alhárabe. El diseño del conjunto se desarrolló a través de varios recintos escalonados que aprovechaban la irregularidad del monte. En la actualidad se conserva la muralla superior sobre la que se levanta la torre del homenaje, que en su momento alcanzó los 12 metros de altitud. Sus paredes están hechas con tapial, que usa una mezcla de argamasa y piedra.
Bajando la pendiente se encuentra otra muralla, que mantiene dos aljibes también de tapial. El acceso al castillo se situaba al norte del recinto, donde se aprecian los vestigios de dos torres que flanqueaban el portal. Probablemente existía un cerco en las faldas del monte, que habría quedado absorbido por el núcleo poblacional. Los muros que emplearon piedras de menor tamaña aguantaron mejor el paso del tiempo.